# Tsavo (Kenia)
Tsavo ist ein kleiner Ort in Kenia. Er befindet sich an der A109, der Mombasa Road, zwischen Nairobi und Mombasa. Tsavo liegt zwischen den Nationalparks Tsavo West und Tsavo Ost, direkt am gleichnamigen Fluss Tsavo, etwa 1 km südlich des Tsavo West Gates. Der Ort besteht nur aus wenigen Hütten.